# Јаворје (Хрпеље-Козина)
Јаворје (словен. Javorje, итал. Giavorie) је насељено место са 134 становника на Красу, у општини Хрпеље-Козина, Обално-Крашка регија, Словенија.

## Географија
Јаворје је збијено насеље на красу Ћићари, смештено на брежуљцима Бркина северно од Оброва (на путу Ријека-Трст).

## Историја
До територијалне реорганизације у Словенији било је у саставу старе општине Сежана.

## Становништво
У попису становништва из 2011. године, Јаворје је имало 131 становника.
| Број становника према пописима | Број становника према пописима | Број становника према пописима |
| ------------------------------ | ------------------------------ | ------------------------------ |
| 1991                           | 2002                           | 2011                           |
| 194                            | 145                            | 131                            |